# کامن رایدر زی-او
کامن رایدر زی-او (انگلیسی: Kamen Rider Zi-O) یک درام ژاپنی توکوساتسو در مجموعه کامن رایدر شرکت توئی است. این مجموعه بیست و نهمین سری کامن رایدر به‌طور کلی و همچنین بیستمین و آخرین قسمت در دوره هیسه‌ای است.